# Boswellia neglecta
Boswellia neglecta (лат.) — вид растений рода Босвеллия семейства Бурзеровые (Burseraceae), распространённых
в тропических районах северо-восточной и восточной Африки на территории Эфиопии, Сомали, Кении, Танзании и Уганды.
Имеет утолщение в основании ствола. Одинаково хорошо подходит как для формирования в стиле бонсай, так в качестве каудексформного растения. Требует тёплого содержания круглый год. Освещение — яркое. Полив умеренный, без переувлажнения земляного кома. Смесь для посадки песчаная. Можно использовать готовый грунт для Пальм.
Размножается семенами, которые замачивают на 8—12 часов (можно с применением стимуляторов роста), и высевают в песчаную, умеренно увлажненную смесь. Проращивают в тепличке с нижним подогревом и ярком освещении.